# Poppy J. Anderson

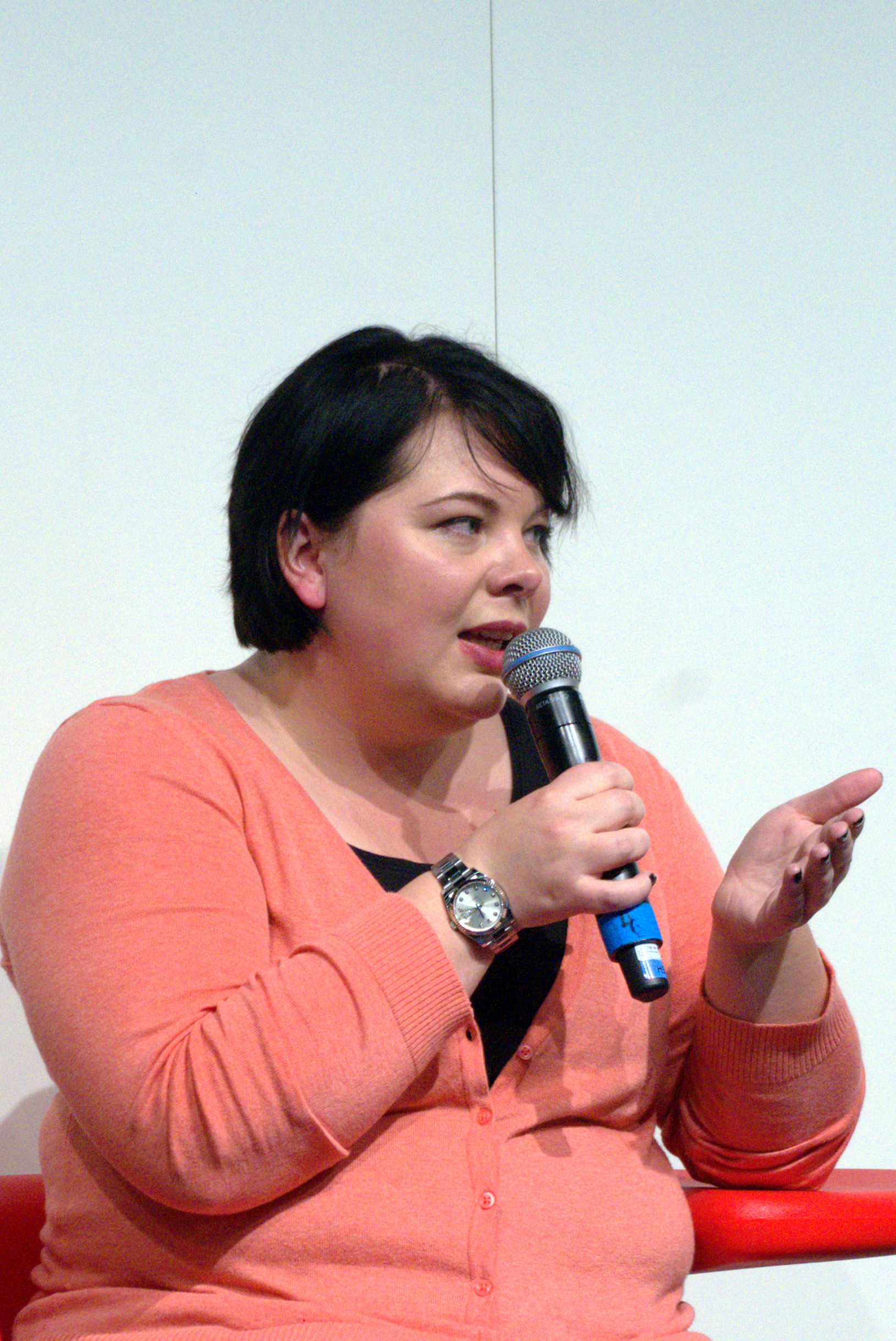
Poppy Anderson (2017)

Poppy J. Anderson ist das Pseudonym der Autorin Carolin Bendel (* 1983) mit US-amerikanischen Wurzeln, die durch ihre Liebesromanreihe über amerikanische Footballspieler bekannt wurde.

## Leben
Carolin Bendel studierte bis 2008 Germanistik und Geschichtswissenschaften an der Ruhr-Universität in Bochum und war anschließend bis 2012 als Gymnasiallehrerin tätig. Einem Interview im Jahr 2014 zufolge arbeitete sie an einer Dissertationsschrift zum Themenbereich Sicherheitspolitik nach dem Zweiten Weltkrieg mit dem Titel Nordamerika, Europa und der Nahe Osten. Die Vereinigten Staaten von Amerika und der deutsch-israelische Dialog nach dem Zweiten Weltkrieg. Als Historikerin hat sie unter ihrem Realnamen Beiträge zur Geschichte des Nationalsozialismus beim Online-Portal Zukunft braucht Erinnerung (ehemals Shoa.de) geschrieben.
Ihr 2012 bei Amazon in Selbstpublikation erschienener erster Roman der 17-teiligen Liebesromanreihe über amerikanische Footballspieler Titans of Love, erzielte auf Anhieb 60.000 Verkäufe. 2014 erschien der erste Band der Reihe Verliebt in der Nachspielzeit im Rowohlt Verlag als Taschenbuch, der zweite und dritte Band folgten 2015. Mit dem Titel Küss mich, du Vollidiot gewann Bendel 2015 den Loveletter Award in der Kategorie Bester Liebesroman. Die Reihe Taste of Love wurde ab 2017 im Bastei Lübbe Verlag publiziert und Band 1 und 3 schafften es unter die Top 20 der Spiegel-Bestsellerliste in der Kategorie Paperback Belletristik. Die ersten Bände dieser Reihe erschienen gleichzeitig auch in weiteren Sprachen und wurden vertont.
Bendel, die amerikanische Wurzeln hat, wurde vor allem mit ihren Liebesromanen im Football-Milieu bekannt. Sie verkaufte bis März 2015 ihre selbst publizierten E-Books und Taschenbücher über eine Million Mal und erzielte bis Mai 2015 siebenstellige Umsätze. Dadurch wurde Bendel zur ersten Amazon-Millionärin auf dem deutschen Markt und gilt als einer der erfolgreichsten deutschen Autorinnen. Britta Heidemann von Der Westen bezeichnete Bendel 2014 als „eine der großen E-Book-Königinnen bei Amazon“.  Bis 2017 verkaufte sie mehr als zwei Millionen Romane. Bis Herbst 2021 veröffentlichte Bendel 7 Reihen mit 49 Titeln. Bendel erklärt sich ihren Erfolg u. a. damit, dass die traditionellen Verlage sich lange Zeit an ihr eingefahrenes Programm geklammert und die Entwicklung verschlafen hätten, was zu ihrem Erfolg im Selbstverlag beigetragen habe.
Unter dem Pseudonym Alexandra Graham veröffentlicht Bendel seit 2014 Liebesromane, die im London des 19. Jahrhunderts spielen.

## Werke (Auswahl)
- Titans of Love 1 – Verliebt in der Nachspielzeit. Rowohlt Taschenbuch, Reinbek 2014, ISBN 978-3-499-26931-8.
- Titans of Love 2 – Touchdown fürs Glück. Rowohlt Taschenbuch, Reinbek 2015, ISBN 978-3-499-26932-5.
- Titans of Love 3 – Make love und spiel Football. Rowohlt Taschenbuch, Reinbek 2015, ISBN 978-3-499-26933-2.
- Taste of Love 1 – Geheimzutat Liebe. Bastei Lübbe, Köln 2017, ISBN 978-3-404-17468-3.
- Taste of Love 2 – Küsse zum Nachtisch. Bastei Lübbe, Köln 2020, ISBN 978-3-404-17925-1.
- Taste of Love 3 – zart verführt. Bastei Lübbe, Köln 2017, ISBN 978-3-404-17533-8.
- Taste of Love 4 – Mit Sehnsucht verfeinert. Bastei Lübbe, Köln 2018, ISBN 978-3-404-17660-1.
- Taste of Love 5 – Rezept fürs Happy End. Bastei Lübbe, Köln 2018, ISBN 978-3-404-17742-4.